# Setsotostadion
Het Setsotostadion is een multifunctioneel stadion in Maseru, Lesotho.
Het wordt vooral gebruikt voor voetbalwedstrijden. In het stadion kunnen 20.000 toeschouwers. Het nationale elftal van Lesotho speelt hier zijn internationale thuiswedstrijden. In 2010-2011 werd dit stadion gerenoveerd.